# كيفن رايت (لاعب كرة قدم)
كيفن رايت (بالإنجليزية: Kevin Wright) هو لاعب كرة قدم بريطاني في مركز الدفاع، ولد في 28 ديسمبر 1995 في Walham Green ‏ في المملكة المتحدة. لعب مع تشيلسي تحت 23 سنة والأكاديمية ونادي أوربرو.

## وصلات خارجية
- كيفن رايت (لاعب كرة قدم) على موقع اتحاد السويد (السويدية)
- كيفن رايت (لاعب كرة قدم) على موقع قاعدة بيانات كرة القدم.إي يو (الإنجليزية)
- كيفن رايت (لاعب كرة قدم) على موقع ناشيونال فوتبول تيمز (الإنجليزية)
- كيفن رايت (لاعب كرة قدم) على موقع Soccerway.com (الإنجليزية)
- كيفن رايت (لاعب كرة قدم) على موقع عالم كرة القدم.نت (الإنجليزية)